# Maxime Césarienne
«  Maxima Caesariensis » redirige ici. Pour les autres significations, voir Maxima.
Pour les articles homonymes, voir Maxime.
296–410
Entités précédentes :
- Bretagne romaine; Bretagne supérieure

Entités suivantes :
- Grande-Bretagne post-romaine

La Maxime Césarienne (en latin : Maxima Caesariensis) est une province tardive de l'Empire romain créée par partition de la province de Bretagne inférieure (Britannia Inferior) lors des réformes dioclétiennes de 296-297. Sa capitale - au demeurant inconnue - était probablement Londinium et c'était probablement la province principale de l'île (elle avait le privilège de battre monnaie).

## Gouverneurs
À l'époque du déclin de la Bretagne, Britannia était constituée de cinq provinces relevant du diocèse de Bretagne. Maxima Césarienne était une des principales, vraisemblablement avec la capitale de l'île. La Notitia dignitatum indique que les provinces Flavie Césarienne, Britannia Prima et Britannia Secunda étaient dirigées par un gouverneur (gouverneur romain, Praeses en latin) de rang équestre. Toutefois, Maxima Caesariensis et Valentia avaient le privilège d'être dirigées par un gouverneur de rang sénatorial et/ou consulaire (un homme ayant déjà été consul). La liste des gouverneurs de Bretagne à cette époque, les âges sombres de la Bretagne n'est pas connue, et le doute est permis quant à l'identité des gouverneurs de l'époque. Il a été avancé qu'Ambrosius Aurelianus aurait pu être le dernier gouverneur de la province, étant un romain de haut rang situé dans la région.

## Localisation

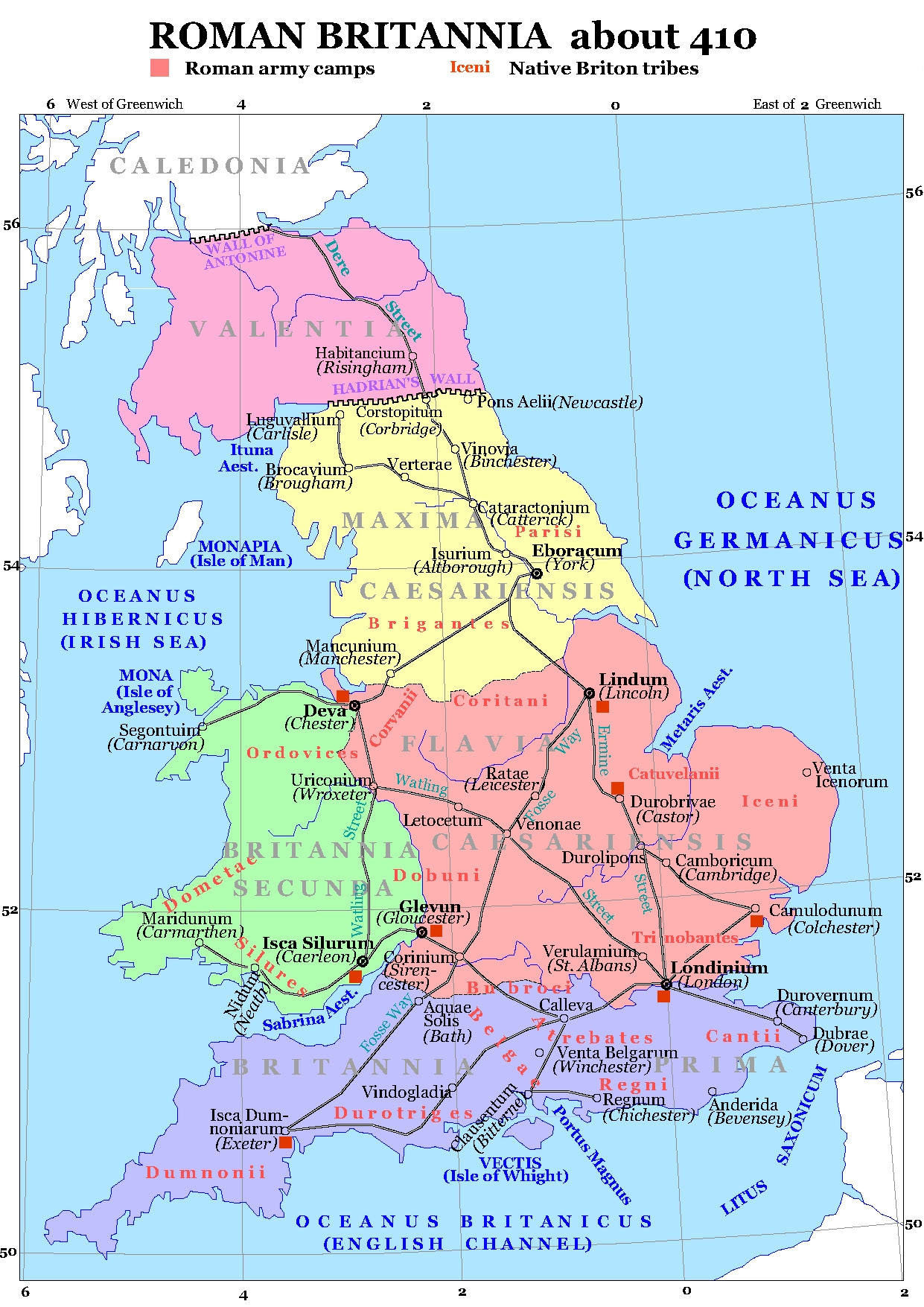
Maxime Césarienne en jaune (bien que sa place pourrait être en dessous, sur ce qui apparaît comme la Flavie Césarienne.)
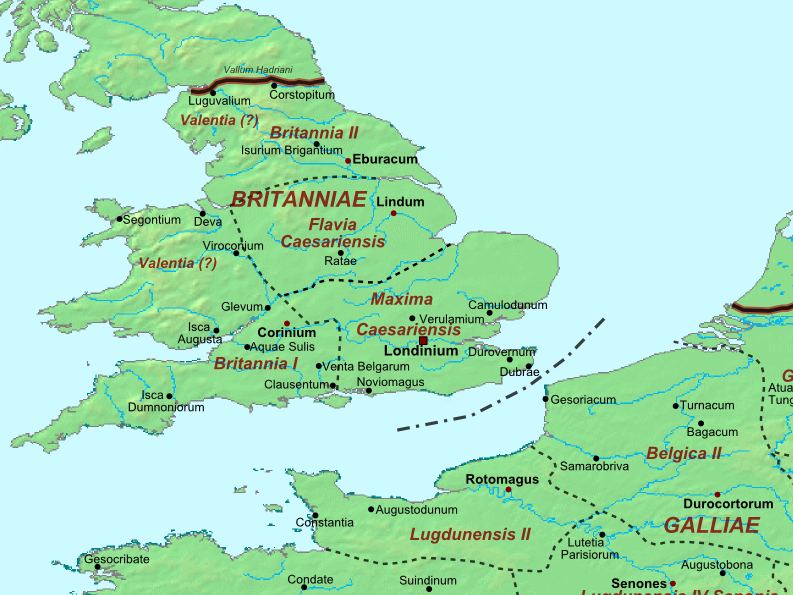
Autre hypothèse d'agencement des provinces romaines de Bretagne.
Londinium (Londres) vers 400, à la fin de la domination romaine en Grande-Bretagne. La carte montre le prétoire, cœur de la vie administrative de la province.